# 1021-й зенітний ракетний полк (Україна)
1021 зенітний ракетний полк — військове з'єднання зенітних ракетних військ у складі Сухопутних військ Збройних сил України.

## Історія
Полк створено в 2022 році. Базується у селищі Зарічне Дніпропетровської області. Входить до складу ОК «Схід».

## Символіка
На емблемі полку, що затверджена 15 травня 2023 р., в червоному щиті зображено золотого гепарда, який стріляє з лука. Полкову емблему зображено також на лицевій стороні почесного стяга, в оточенні золотого візерунка. На звороті стяга на зеленому полі змальовано золотий знак зенітних ракетних військ — в колі стріла та дві гармати утворюють зірку.